# Jean de la Cassiere
Jean l' Evesque de la Cassiere (1502 - 21 de dezembro de 1581) foi o 51º Grão-Mestre da Ordem de Malta, de 1572 a 1581. Ele encomendou a construção da Igreja Conventual da Ordem, mais conhecida como Co-Catedral de São João, em Valletta, Malta, ele está enterrado na cripta da catedral.
La Cassiere havia ganho elogios por sua bravura na batalha de Zoara na África do Norte, onde ele evitou que o estandarte da Ordem caísse nas mãos dos infiéis. Ele era Grão Prior da Ordem, quando foi eleito em 30 de janeiro de 1572 para suceder Pietro del Monte como Grão-Mestre da Ordem de Malta.